# Pallanuoto maschile ai XVIII Giochi del Mediterraneo
Il torneo di pallanuoto maschile ai XVIII Giochi del Mediterraneo si è svolto dal 27 giugno al 1º luglio 2018 presso il Centro Acuático de Campclar di Tarragona.
Hanno partecipato alla competizione 8 squadre suddivise in due gironi. Le prime classificate si sono contese la medaglia d'oro in finale, mentre le seconde classificate dei due gironi hanno disputato la finale valevole per il bronzo.

## Risultati

### Fase a gironi

#### Gruppo A
| Squadra    | G | V | Pe | F  | S  | DR  | PT |
| ---------- | - | - | -- | -- | -- | --- | -- |
| Serbia     | 3 | 3 | 0  | 41 | 10 | +31 | 9  |
| Montenegro | 3 | 2 | 1  | 41 | 12 | +29 | 6  |
| Francia    | 3 | 1 | 2  | 23 | 33 | -10 | 3  |
| Portogallo | 3 | 0 | 3  | 9  | 59 | -50 | 0  |

| Tarragona 27 giugno 2018, ore 14:20 (UTC+2) | Francia | 13 – 8 | Portogallo | Centro Acuático de Campclar |

| Tarragona 27 giugno 2018, ore 18:40 (UTC+2) | Serbia | 6 – 5 | Montenegro | Centro Acuático de Campclar |

| Tarragona 28 giugno 2018, ore 14:20 (UTC+2) | Serbia | 14 – 4 | Francia | Centro Acuático de Campclar |

| Tarragona 28 giugno 2018, ore 16:30 (UTC+2) | Montenegro | 25 – 0 | Portogallo | Centro Acuático de Campclar |

| Tarragona 29 giugno 2018, ore 14:20 (UTC+2) | Serbia | 21 – 1 | Portogallo | Centro Acuático de Campclar |

| Tarragona 29 giugno 2018, ore 16:30 (UTC+2) | Montenegro | 11 – 6 | Francia | Centro Acuático de Campclar |

#### Gruppo B
| Squadra | G | V | Pe | F  | S  | DR  | PT |
| ------- | - | - | -- | -- | -- | --- | -- |
| Grecia  | 3 | 2 | 1  | 32 | 12 | +20 | 6  |
| Spagna  | 3 | 2 | 1  | 30 | 15 | +15 | 6  |
| Italia  | 3 | 2 | 1  | 36 | 17 | +19 | 5  |
| Turchia | 3 | 0 | 3  | 10 | 64 | -54 | 0  |

| Tarragona 27 giugno 2018, ore 16:30 (UTC+2) | Grecia | 10 – 11 (rig.) (0-2, 3-2, 2-0, 2-3, 3-4 rig.) | Italia | Centro Acuático de Campclar |

| Tarragona 27 giugno 2018, ore 20:50 (UTC+2) | Spagna | 20 – 5 | Turchia | Centro Acuático de Campclar |

| Tarragona 28 giugno 2018, ore 18:40 (UTC+2) | Italia | 23 – 3 | Turchia | Centro Acuático de Campclar |

| Tarragona 28 giugno 2018, ore 20:50 (UTC+2) | Grecia | 4 – 3 | Spagna | Centro Acuático de Campclar |

| Tarragona 29 giugno 2018, ore 18:40 (UTC+2) | Grecia | 21 – 2 | Turchia | Centro Acuático de Campclar |

| Tarragona 29 giugno 2018, ore 20:50 (UTC+2) | Italia | 6 – 7 | Spagna | Centro Acuático de Campclar |

### Fase finale
Finale 7º e 8º posto
| Tarragona 30 giugno 2018, ore 12:20 (UTC+2) | Turchia | 4 – 6 | Portogallo | Centro Acuático de Campclar |

Finale 5º e 6º posto
| Tarragona 30 giugno 2018, ore 14:30 (UTC+2) | Italia | 15 – 2 | Francia | Centro Acuático de Campclar |

Finale 3º e 4º posto
| Tarragona 1º luglio 2018, ore 09:30 (UTC+2) | Spagna | 4 – 6 | Montenegro | Centro Acuático de Campclar |

Finale 1º e 2º posto
| Tarragona 1º luglio 2018, ore 12:10 (UTC+2) | Grecia | 10 – 12 | Serbia | Centro Acuático de Campclar |

## Classifica finale
| Pos | Squadre    |
| --- | ---------- |
|     | Serbia     |
|     | Grecia     |
|     | Montenegro |
| 4   | Spagna     |
| 5   | Italia     |
| 6   | Francia    |
| 7   | Portogallo |
| 8   | Turchia    |